# Терентьевка (Оренбургская область)
Терентьевка — упразднённое село в Пономарёвском районе Оренбургской области России. На момент упразднения входило в состав сельского поселения Пономарёвский сельсовет. Исключено из учётных данных в 1997 году.

## География
Располагалось на левом берегу реки Садак в месте впадения в неё реки Седяк, на расстоянии примерно 3,5 километра (по прямой) к северо-западу от села Пономарёвка.

## История
По данным на 1931 год село Терентьевка состояло из 106 хозяйств. В административном отношении являлось центром Терентьевского сельсовета Пономарёвского района Средневолжского края.
По данным на 1939 год административная принадлежность села не изменилась. В селе действовал колхоз «Красноармеец».
Постановление Законодательного Собрания Оренбургской области от 29 октября 1997 г. посёлок исключён из учётных данных.

## Население
По данным на 1930 год в селе проживало 577 человек, основное население — русские.